# Avex Group
Avex Group Holdings Inc. (エイベックス・グループ・ホールディングス株式会社, Eibekkusu Gurūpu Hōrudingusu Kabushiki-gaisha) é uma das grandes empresas musicais do Japão, situada em Minato no interior de Tóquio. A origem de seu nome vem da frase audio visual expert. Em 1 de outubro de 2004 uma aliança da companhia trocou seu nome para Avex Group Holdings Inc., e simultaneamente também foi criada sua própria empresa de relações públicas a "Avex Entertainment Inc.". A cabeça da empresa é o produtor Masato "Max" Matsuura.
A empresa possui muitos selos dentro dela própria, a mais conhecida é a Avex Trax, que foi fundada em 1990, e também aloja a numerosos artistas, vários deles se transformaram em grandes êxitos dentro do Japão. A cantora do selo Ayumi Hamasaki já ganhou o prêmio de melhor artista do ano na Japan Record Awards desde o ano de 2001 até 2003 de forma consecutiva, e em 2005 ganhou a cantora Kumi Koda.

## História

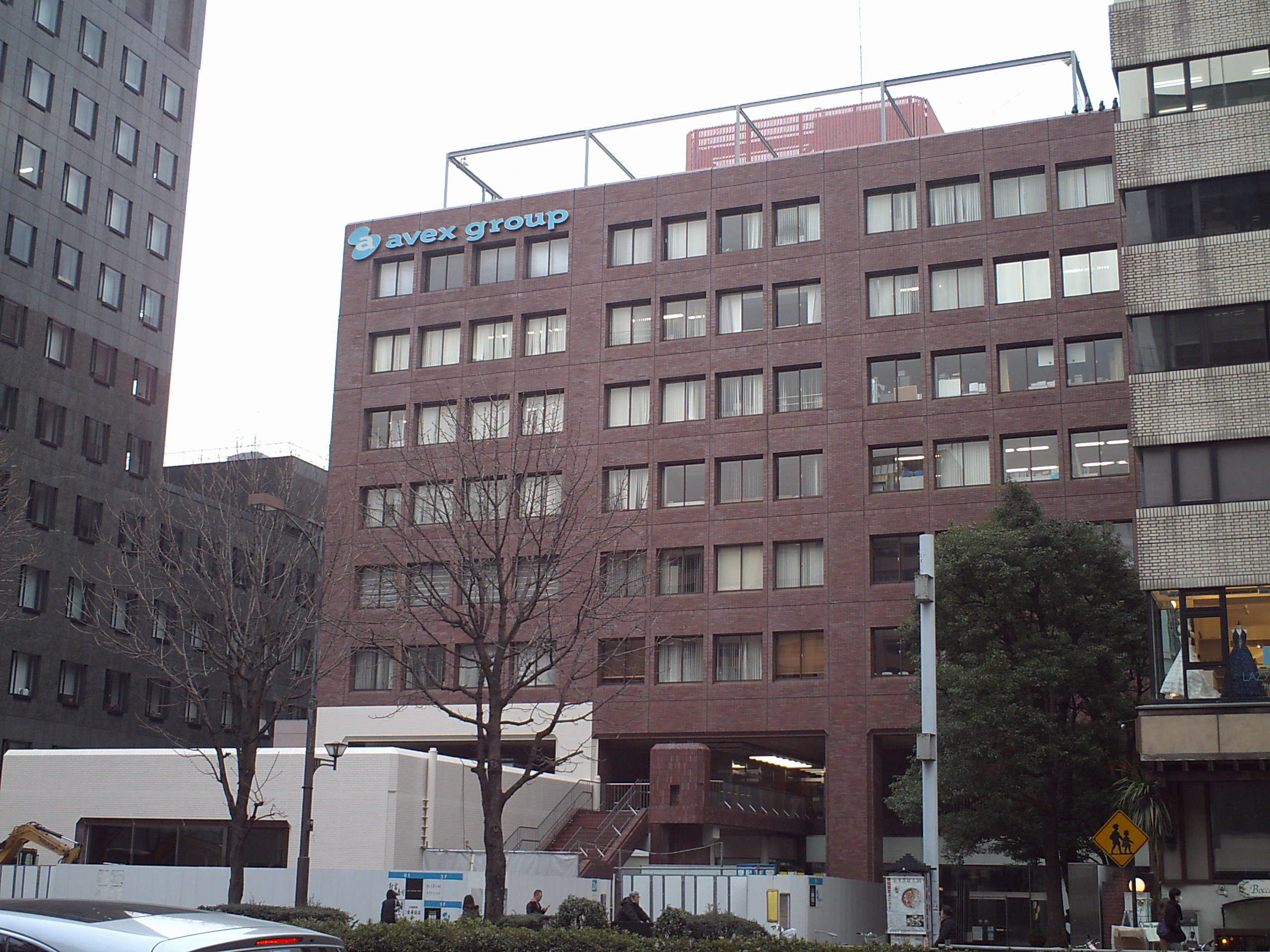
O Avex Building (エイベックスビル, Eibekkusu Biru), localizado em Minami, Tóquio.

A história da Avex remonta 1988, ano em que seu criador Masato Matsuura abre uma distribuidora de CDs chamada AVEX D.D. Inc. Em setembro de 1990 abre oficialmente a avex trax (o maior selo da empresa), e principalmente dedicaram-se a produção e lançamento de música dance, em especial o eurobeat que é bastante popular no Japão.
Dentro dos anos 1990 o selo foi ganhando mais fama e foi tendo artistas que anos mais tarde dominaram em questão de popularidade e vendas como Ayumi Hamasaki (artista que é considerada a âncora econômica do selo devido as incríveis vendas que conseguiu alcançar), Namie Amuro, Every Little Thing. Em 1994, foi criada a Velfarre, uma discoteca, a qual era chamada no website de "maior discoteca do mundo".
Em 1999 o selo expandiu-se na área da música, como para trilha sonoras de animes, fazendo uma parceria com a Walt Disney Records e a Hollywood Records, criando o sub-selo Avex Mode, especialmente dedicado a produção e criação de trilhas sonoras para séries. Em dezembro do mesmo ano a empresa entrou para a Bolsa de Valores de Tóquio.
No ano 2001 o selo abriu a "academia de artistas da avex, para buscar novos talentos e mais tarde converter-los em grandes estrelas: o estabelecimento se chama Avex Artist Academy e se encontra atualmente em Tóquio. Em 2002 se começaram a produzir CDs em formatos Copy Control, um tipo de CD que possui proteção contra cópias, para aumentar a segurança entre os discos e combater a pirataria.
Em 2003, abriram um negócio de música classica, chamada Avex Classics.
Em agosto de 2004, uma briga entre Max Matsuura e o co-fundador Tom Yoda, quase arruinou o grupo. O que começou por causa das ambições de Yoda em expandir os negócios da Avex, para outros ramos de entretenimento, especialmente de filmes.
Em 2005, a Avex adquiriu todos os direitos de distribuição da Aozora Records, incluindo todos os futuros lançamentos de Hitomi Yaida.

## Eventos da Avex
- 1993: avex rave '93
- 1994: avex rave '94
- 1995: avex dance Matrix '95
- 1996: avex dance net '96
- 1997: avex dance carnival '97
- 1998: avex non-stop 150 h in velfarre
- 1999: avex summer festival '99
- 2000: avex summer paradise 2000
- 2001: avex rave 2001
- desde 2002 a Avex promove uma série de concertos denominada A-Nation, promovida em várias cidades do Japão.[11]

## Sub-Selos
- avex-CLASSICS
- avex trax
- avex tune
- avex globe
- avex io
- cutting edge
- Dimension Point
- motorod
- avex ideak
- JUNK MUSEUM
- nakedrecords
- rhythm zone
- rhythm republic
- SONIC GROOVE
- avex mode
- binyl records
- LOVE LIFE RECORDS
- えんか!!えいべっくす - 東京プリン専用
- RytheMedia Tribe
- Vellfare Records
- HI-BPM STUDIO
- MODE99
- D-FORCE